# 日本財産管理協会
一般社団法人日本財産管理協会は司法書士法施行規則第31条に基づき遺言執行や銀行手続き等の遺産承継事務その他財産管理業務を行う司法書士有志がその業務に関し適正な普及促進を図り、同業務に関して優れた知識と技能及び職能倫理を有する財産管理業務の専門家を養成し、資格を認定するとともに、その能力の向上と職能倫理の高揚を図り、もって国民の権利の保護に寄与することを目的として設立した一般社団法人である。なお、正会員は司法書士に限られる。

## 概要
設立目的
市民の経済活動がすぐれて高度専門化するなかで、法律専門資格者による事業経営業務及び財産管理処分業務の重要性が増してきているとの認識に立ち、その適正な普及促進を図り、同業務に関して優れた知識と技能及び職能倫理を有する財産管理業務の専門家を養成し、資格を認定するとともに、その能力の向上と職能倫理の高揚を図り、もって国民の権利の保護に寄与する。

## 歴史
- 2011年（平成23年）4月1日 - 設立